# Distretto di Hikawa
Il distretto di Hikawa (簸川郡?, Hikawa-gun) era uno dei distretti della prefettura di Shimane, in Giappone.
Prima della soppressione, ne faceva parte solo la cittadina di Hikawa. Il 1º ottobre 2011, Hikawa è stata assorbita dalla municipalità di Izumo e, a partire da tale data, il distretto di Hikawa ha cessato di esistere.
| Controllo di autorità | VIAF (EN) 254435304 · NDL (EN, JA) 00391648 |